# Kanton Geispolsheim

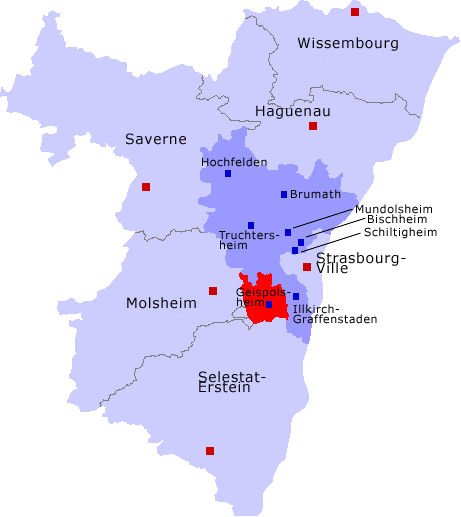
Lage des Kantons Geispolsheim im Arrondissement Strasbourg-Campagne und im Département Bas-Rhin

Der Kanton Geispolsheim war bis 2015 ein französischer Wahlkreis im Arrondissement Strasbourg-Campagne im Département Bas-Rhin in der Region Elsass.

## Geschichte
Der Kanton wurde am 4. März 1790 im Zuge der Einrichtung der Départements als Teil des damaligen „Distrikts Strasbourg“ gegründet.
Mit der Gründung der Arrondissements am 17. Februar 1800 wurde der Kanton als Teil des damaligen Arrondissements Strasbourg neu zugeschnitten.
Im Zuge der Verwaltungsorganisation des Reichslandes Elsaß-Lothringen kam der Kanton Geispolsheim vom Arrondissement Straßburg 1872 zum neuen Kreis Erstein.
Bei der Wiedereinrichtung französischer Behörden im Elsass wurden der Kreis Erstein ohne Veränderung seines territorialen Zuschnitts zum Arrondissement d’Erstein. Im Zuge der Verwaltungsreform von 1973/1974 wurden die Arrondissements Erstein und Schlettstadt vereinigt, jedoch der Kanton Geispolsheim nun dem Arrondissement Strasbourg-Campagne eingegliedert, dabei aber der nordöstliche Teil des Kantons abgespalten und als neuer Kanton Illkirch-Graffenstaden konstituiert.
Am 22. März 2015 wurde der Kanton aufgelöst; bis auf die in das Arrondissement Molsheim umgegliederte Gemeinde Duppigheim, wurden alle verbleibenden Gemeinden des Kantons Geispolsheim mit dem neuen Arrondissement Strasbourg und dem neuen Kanton Lingolsheim vereinigt.

## Geografie
Der Kanton grenzte im Norden an den Kanton Truchtersheim, im Nordosten an den Kanton Illkirch-Graffenstaden, im Osten an Deutschland mit dem Ortenaukreis im Regierungsbezirk Freiburg (Baden-Württemberg), im Süden an den Kanton Erstein im Arrondissement Sélestat-Erstein, im Südwesten an den Kanton Rosheim im Arrondissement Molsheim und im Westen an den Kanton Molsheim, ebenfalls im Arrondissement Molsheim.

## Einwohnerzahlen der Gemeinden am 1.Januar2012 und Verbleib ab dem 1.Januar2015
Zum Kanton gehörten die folgenden Städte und Gemeinden:
| Gemeinde     | Einwohner 2012 | Arrondissement ab 2015 | Kanton ab 2015         |
| ------------ | -------------- | ---------------------- | ---------------------- |
| Blaesheim    | 1275           | Strasbourg             | Lingolsheim            |
| Duppigheim   | 1563           | Molsheim               | Molsheim               |
| Entzheim     | 2007           | Strasbourg             | Lingolsheim            |
| Eschau       | 4738           | Strasbourg             | Illkirch-Graffenstaden |
| Fegersheim   | 5443           | Strasbourg             | Lingolsheim            |
| Geispolsheim | 7124           | Strasbourg             | Lingolsheim            |
| Holtzheim    | 3394           | Strasbourg             | Lingolsheim            |
| Kolbsheim    | 819            | Strasbourg             | Lingolsheim            |
| Lipsheim     | 2489           | Strasbourg             | Lingolsheim            |
| Plobsheim    | 4110           | Strasbourg             | Illkirch-Graffenstaden |